# Alessandro I Bala
Alessandro I Bala Epifane (in greco antico: Ἀλέξανδρoς Bάλας?, Aléxandros Bálas, "Signore" e "Manifestazione del dio"; Smirne, ... – inizi di agosto 145 a.C.) è stato sovrano dell'Impero seleucide dal 150 a.C. alla sua morte.

## Biografia
Bala era nativo di Smirne e di umili origini, ma assai presto, grazie alla sua amicizia con il re di Pergamo, riuscì a conquistarsi un piccolo potentato in Cilicia. Somigliando fisicamente al re siro Antioco IV, iniziò a dichiarare di essere un suo figlio illegittimo e, in ciò incoraggiato da Attalo II, re di Pergamo, e dall'ex-ministro siro Eracleide, a presentarsi come legittimo erede al trono, dopo che Antioco V, il figlio di Antioco IV, era stato ucciso nel 162 a.C. da suo cugino Demetrio. Anche se molti storici antichi, come Tito Livio e Giuseppe Flavio, presentano le pretese dinastiche di Bala come fondate, quelli moderni sono sul punto più scettici; certo è che coloro che a suo tempo lo supportavano avevano per movente l'inimicizia verso il re seleucide Demetrio, che era ostile a Pergamo e all'Egitto e aveva abbattuto il dominio sulla città di Babilonia di Timarco, fratello di Eracleide.
Nel 153 a.C., accompagnato da Laodice (una presunta figlia di Antioco IV), Bala, che aveva assunto il nome di Alessandro, si recò a Roma per chiedere il riconoscimento dei suoi diritti al trono di Siria. Secondo Polibio, fu soprattutto l'oro di Eracleide che convinse il Senato romano a schierarsi con lui. Sempre Eracleide reclutò ad Efeso un esercito di mercenari, col quale Alessandro Bala sbarcò a Tolemaide e si fece acclamare re, iniziando la prima di una lunga serie di guerre civili. Ottenne prontamente il riconoscimento da parte di Attalo II, re di Pergamo, Ariarate IV, re di Cappadocia, e da Tolomeo VI, re d'Egitto, e anche parte della popolazione, cui Demetrio era odioso, lo riconobbe come sovrano. Alessandro assegnò inoltre il titolo di sommo sacerdote, di stratega e di "amico" a Gionata Maccabeo, leader di un'insurrezione ebraica contro il dominio siro. Nel luglio del 150 a.C. Demetrio Sotere fu sconfitto e ucciso in una battaglia nei pressi di Antiochia di Siria e un generale di Alessandro, Diodoto, riuscì a catturare la capitale.
Impostosi con successo come re, Alessandro assunse il titolo di "Epifane", lo stesso del suo presunto padre Antioco IV. Sposò la figlia di Tolomeo VI, Cleopatra Tea, da cui nel 147 a.C. ebbe Antioco. La grande influenza che il re d'Egitto assunse negli affari della Siria si può riconoscere nel fatto che molte monete coniate sotto il regno di Alessandro presentano su una faccia l'aquila, simbolo dei Tolomei e non dei Seleucidi. Alessandro d'altro canto sembra conducesse una vita di sfarzo, disinteressandosi del governo del regno, che lasciò interamente nelle mani di un suo favorito di nome Ammonio. Ciò gli fece perdere progressivamente ogni sostegno interno ed esterno.
Nel 147 a.C. Demetrio, figlio del defunto re Demetrio Sotere, cercò di cogliere l'occasione per riprendersi il regno, partendo da Creta con una truppa di mercenari e iniziando una seconda guerra civile. Tolomeo VI radunò a sua volta un esercito e risalì la costa verso la Siria, sostenendo di voler correre in soccorso del genero, ma di fatto occupando militarmente tutte le città della Fenicia. Giunto a Seleucia di Pieria, Tolomeo, avendo subito un attentato da parte di Ammonio, il ministro di Alessandro, prese apertamente partito per Demetrio, entrò ad Antiochia e annullò il matrimonio tra sua figlia e Alessandro, promettendola invece a Demetrio. Non è certo se l'attentato di Ammonio sia stato reale, ma è presumibile che il re d'Egitto già da tempo pianificava di sbarazzarsi dell'inetto genero, tanto più che anche Roma e Pergamo si erano allontanati da lui. Gli eserciti di Demetrio e Tolomeo sconfissero i soldati di Alessandro Bala nella battaglia di Antiochia (145 a.C.). Alessandro fuggì presso un suo alleato, un sovrano dei Nabatei di nome Zabdiel (o Diocle), il quale però lo uccise e inviò la sua testa ai vincitori. Tolomeo VI tenne per breve tempo anche la corona di Siria, ma morì dopo poco tempo per le ferite riportate in battaglia e le guarnigioni egiziane che aveva lasciato nei territori occupati furono massacrate dalla popolazione. Demetrio II poté quindi insediarsi come unico re di Siria.
Alessandro Bala lasciò alla sua morte come erede un figlio, Antioco VI, che fu nominalmente re di Siria per qualche anno, mentre il potere fattuale era nelle mani di Diodoto, un ex-generale di Alessandro Bala, che alla fine si sbarazzò di Antioco e si impose come re lui stesso, in opposizione a Demetrio II. Più tardi si fece avanti anche un certo Alessandro Zabina, che, dichiarandosi erede di Bala e del re Antioco VII, tentò a sua volta di salire al trono.

### Fonti primarie
- 1 Maccabei, 10 e 11
- Marco Giuniano Giustino, xxxv.1, xxxv.2
- Giuseppe Flavio, Antichità Giudaiche, xiii.2
- Appiano, Siriaca, 67
- Polibio, xxxiii.14

### Fonti secondarie
- Jona Lendering,  "Alexander I Balas" (archiviato dall'url originale il 4 dicembre 2008)., Livius.org